# Памятник Ковпаку (Киев, школа № 111)
Памятник Ковпаку — ныне утраченный памятник-бюст командиру Путивльского партизанского отряда (1-й Украинской партизанской дивизии) Сидору Ковпаку. Памятник был открыт в 1975 году. Бюст находился во дворе школы № 111.
15 июля 2016 года по распоряжению В. Кличко памятник был демонтирован в рамках «декоммунизации». Писатель Андрей Кокотюха считает, что памятники Ковпаку давно надо снести так как он был коммунист и партизан, который во время своего известного Карпатского рейда 1943 воевал с украинскими повстанцами. О сносе памятника сообщил экс-нардеп Иван Бокий отметив, что Ковпак был казацкого рода и воевал против фашизма. Украинский композитор и музыкальный продюсер Александр Ягольник заявил, что «проклинает убогую ограниченность» снесших бюст памятника его деду Сидору Ковпаку. Как сообщил политолог Владимир Корнилов 15 июля 2016 года: 

В Киеве варвары демонтировали этот замечательный бюст Сидору Ковпаку, сооруженный в 70-е годы Семеном Тутученко, который сам был ковпаковцем и Героем Советского Союза. Бюст находился во дворе школы № 111. А помните, нам доказывали, что «декоммунизация» не коснется воинов, боровшихся против немецкого нацизма? Ага-ага, как же
18 июля 2016 года Народный депутат Украины, председатель подкомитета Верховной Рады по правам человека и лидер партии «Центр» Вадим Рабинович послал депутатское обращение министру образования Украины Лилии Гриневич и чемпиону мира по боксу, председателю КГГА Виталию Кличко, в котором он отметил: 

С возмущением узнал от своих избирателей, что в киевской школе № 111 демонтировали бюст Сидора Ковпака — настоящего героя Второй мировой войны, партизана-освободителя, примера украинского мужества и героизма… Кому из чиновников пришла в голову бредовая мысль записать «в декоммунизацию» фигуру легендарного партизанского командира-героя, освободителя земель Украины от нацистской чумы — пытаюсь выяснить своим депутатским обращением…
В. Рабинович дал знать, что он сделает все возможное, «чтобы память о настоящих героях не смогли стереть из народной памяти современные необразованные „декоммунизаторы“». Депутат попросил попробовать новоиспеченного министра образования взять под личный контроль данную ситуацию и провести расследование с должными результатами. Восстановить памятник Ковпаку в Киеве требует и Пресс-центр Львовских организаций Прогрессивной социалистической партии Украины и Партии «Киевская Русь».